# Kawiary (Gniezno)
Kawiary – osiedle w południowo-wschodniej części Gniezna między ul. Witkowską, Sokoła, Osiniec i linią kolejową Poznań - Bydgoszcz, ok. 3.500 mieszkańców. Rada Osiedla nr 5 mieści się przy ul. Kruczej 3. Zabudowa z okresu międzywojennego i powojennego, głównie jednorodzinna, przy ul. Kawiary nowe osiedle budynków wielorodzinnych (3-kondygnacyjnych). Od północy graniczy z dzielnicami Konikowo, Stare Miasto i Arkuszewo, od południa z dzielnicą Osiniec, od zachodu z dzielnicą Osiedle Grunwaldzkie i od wschodu ze wsiami Szczytniki Duchowne i Osiniec.
Wieś duchowna Kawiory, własność penitencjarzy gnieźnieńskich pod koniec XVI wieku leżała w powiecie gnieźnieńskim województwa kaliskiego.

## Zakłady przemysłowe
- Panasonic Battery Poland - producent baterii cynkowo-węglowych
- "Cordes" - producent konstrukcji dachowych
- VELUX Polska Sp. z o.o. - producent okuć i okien dachowych
- "Polanex" - producent koszul
- Scanclimber Sp. z o.o. - producent dźwigów, podnośników i podestów przemysłowych
- "Akwa" - fabryka armatury przemysłowej
- "Sandal" - producent spodów obuwniczych
- PKS - zajezdnia i zakłady naprawcze
- PKP - zakład taboru